# Dune 2000
Dune 2000 is een computerspel dat in 1998 gemaakt is door Westwood Studios, de makers van het originele spel Dune II. Alle Dune-spellen zijn geïnspireerd door het boek Dune (Duin) van Frank Herbert, hoewel Dune meer op het oorspronkelijke verhaal georiënteerd is dan Dune II en Dune 2000.
Dune 2000 is min of meer een remake van Dune II met een aantal verbeteringen. Zo zijn de graphics verbeterd en zijn sommige units veranderd. Bij Dune 2000 moet spice ("specie") geoogst worden op de planeet Arrakis.

## Geslachten

### Atreides
Atreides komt van de planeet Caladan. Met als leider de nobele, rechtvaardige hertog Leto Atreides en als mentat de meestermoordenaar Noree Moneo gaan zij de strijd aan tegen de Ordos en de Harkonnen. De kleur van de Atreides is blauw en hun sterkte is goede units van goede kwaliteit. De Atreides zullen na verloop van tijd bevriend raken met de Fremen, de oorspronkelijke bewoners van Arrakis.

### Harkonnen
De Harkonnen komen van de planeet Giedi Prime, een duistere, wrede, industriële wereld. Met als leider de Baron Harkonnen en als Mentat Hayt DeVries gaan zij de strijd aan tegen de Atreides en de Ordos. De kleur van de Harkonnen is rood en hun sterkte is brute kracht.

### Ordos
Ordos komt van de ijzige planeet Draconis IV waar maar heel weinig van bekend is, net als de leider en de mentat. De kleur van het Geslacht Ordos is groen en hun kracht is een enorme welvaart. De Ordos worden niet genoemd in de oorspronkelijke Duin-verhalen (maar worden wel eenmaal terloops genoemd in de Dune Encyclopedia).

## Verhaal
The Emperor, de dictatoriale leider van Arrakis, is geobsedeerd met macht en het veroveren van spice. Hij geeft een vrijbrief voor alle troepen op Arrakis; het huis dat de meeste spice verzameld zal de machtigste worden op de planeet, na hemzelf uiteraard. Er zijn geen regels, alle tactieken zijn geoorloofd. Dit zorgt voor een aanzuigend effect op Atreides, Harkonnen en Ordos. Hongerig naar rijkdom en macht komen zij naar Arrakis. 
Dune 2000 begint met een kadet die aangesproken wordt door een vrouw op een ruimteschip onderweg naar Arrakis. Ze vertelt de soldaat dat ze vele toekomstvisioenen heeft gezien, de meeste daarvan eindigden in de totale vernietiging van Arrakis. Één voorspelling liet echter zien hoe de nieuweling orde en vrede bracht naar de planeet. Het is deze toekomst die zij nastreeft. Het is aan de speler om die voorspelling uit te laten komen. 
Op dit moment krijgt de speler de keuze om 1 van de 3 huizen te kiezen. Elk hebben hun eigen speciale troepen en elk huis heeft een andere benadering richting de eindoverwinning. Atreides ziet zichzelf als een verheven huis, gericht op diplomatie. Harkonnen is alleen uit op macht; brute kracht is het enige dat hen aanspreekt. Ordos is technologisch ontwikkeld, niets drijft hen meer dan geld. 
De speler moet (ongeacht welk huis gekozen is) eerst zichzelf bewijzen met eenvoudige missies waarbij een kleine basis uitgebreid moet worden om zoveel mogelijk spice te verzamelen. Naarmate het spel vordert wordt er van de speler verwacht om complexe veldslagen tot een succesvol einde te brengen. Afhankelijk van welk huis de speler kiest krijgt de speler verschillende verhaallijnen te zien die elk een verschillende toekomst voor Arrakis laten zien.

## Multiplayer
Dune 2000 is het eerste "Dune" spel dat beschikt over een multiplayer functie. Hiermee kan over een LAN (Local Area Network) of via het internet worden gespeeld. Ook kan er een practice (oefen) spel gespeeld worden.

## Ontvangst
| Beoordeeld door                | Platform    | Datum          | Score |
| ------------------------------ | ----------- | -------------- | ----- |
| GameGenie                      | PlayStation | 1999           | 80%   |
| Gamesmania                     | Windows     | 1998           | 75%   |
| Power Play                     | Windows     | augustus 1998  | 70%   |
| GameGenie                      | Windows     | 1998           | 60%   |
| Computer Gaming World (CGW)    | Windows     | december 1998  | 60%   |
| Gaming Entertainment Monthly   | Windows     | 1998           | 55%   |
| Adrenaline Vault, The (AVault) | Windows     | 1 oktober 1998 | 50%   |
| IGN                            | PlayStation | 3 januari 2000 | 40%   |
| Svenska PlayStation Magasinet  | PlayStation | mei 2000       | 40%   |
| Gaming Age                     | PlayStation | september 2004 | 33%   |